# 科隆 (拉利伯塔德省)

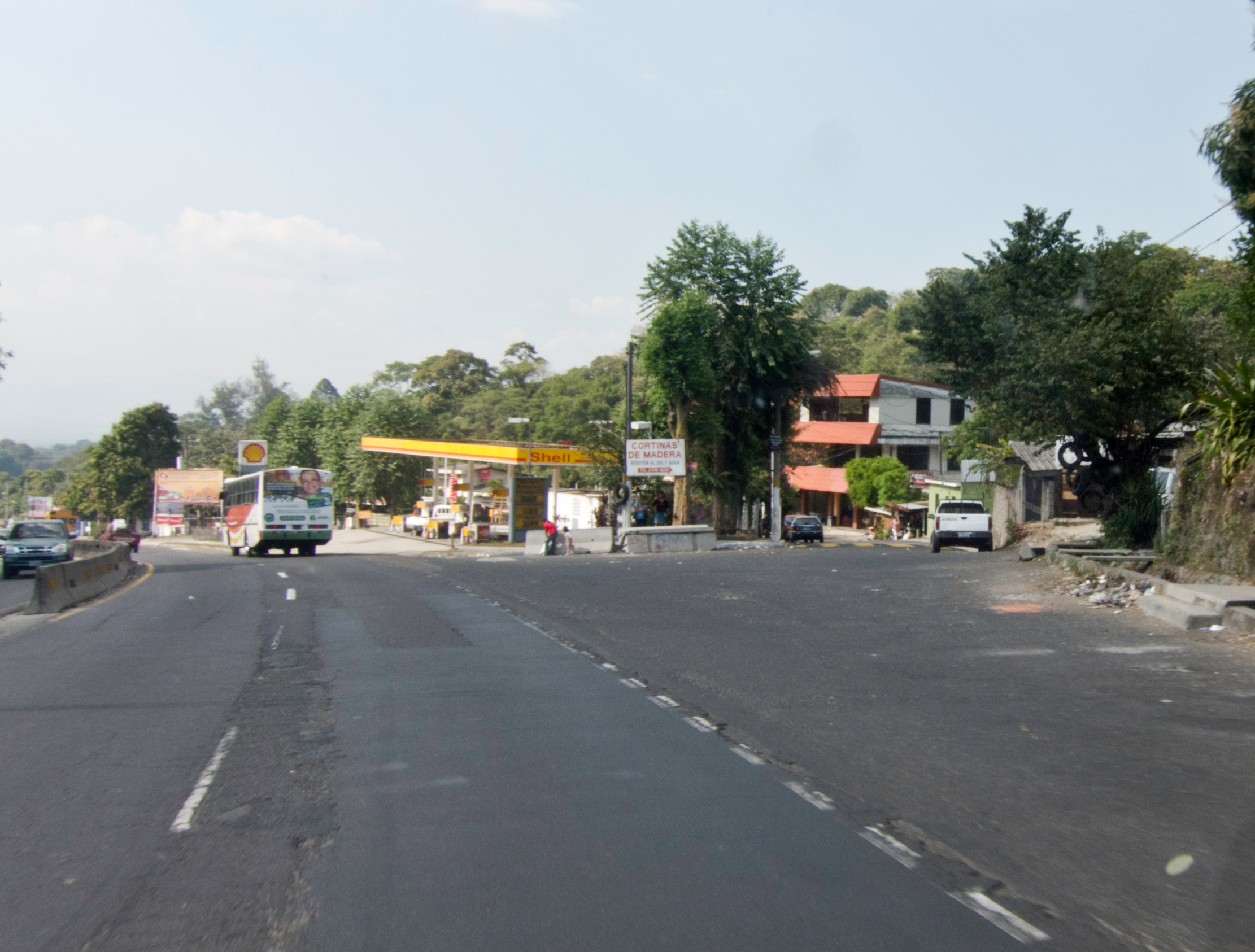

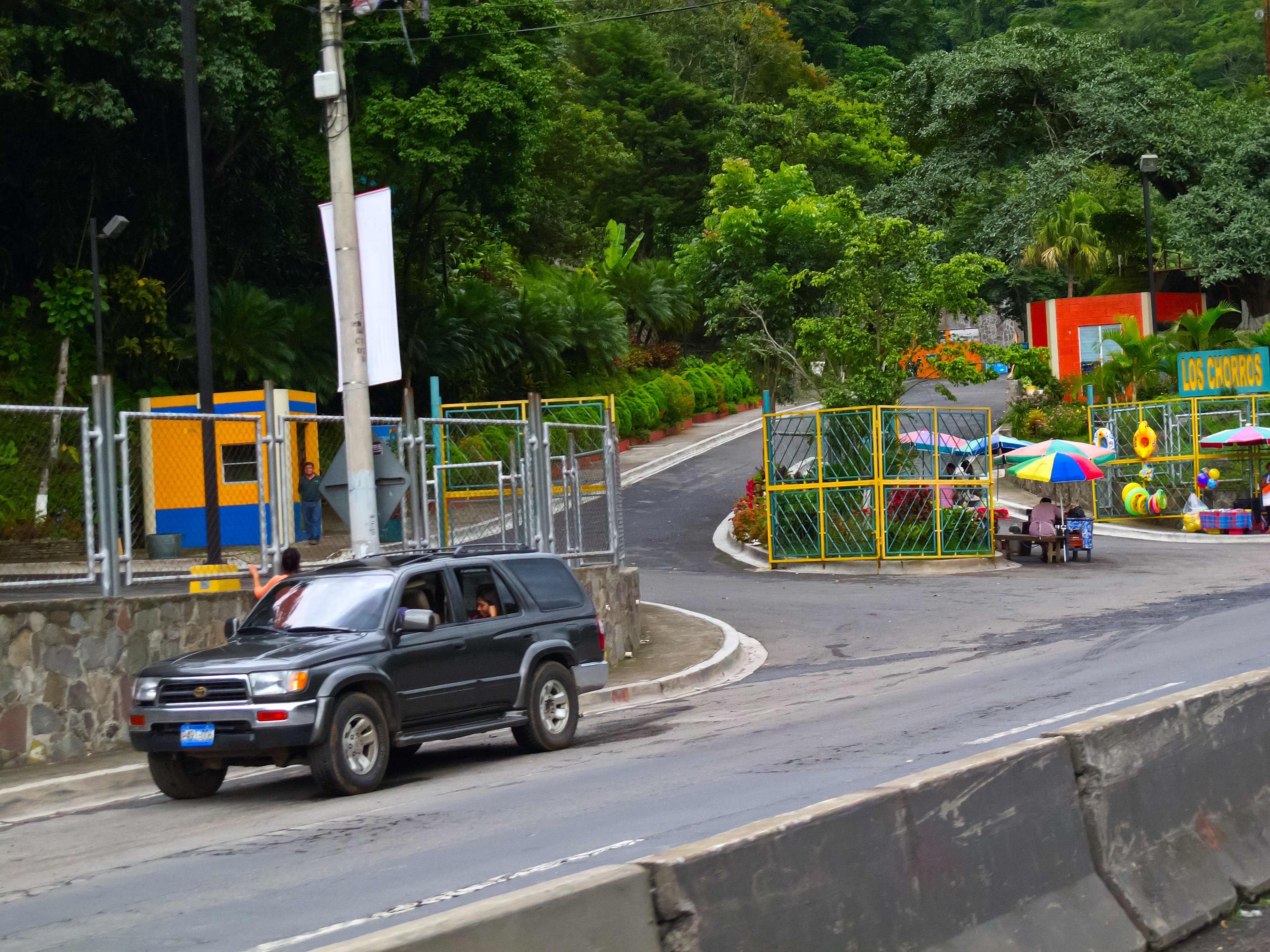

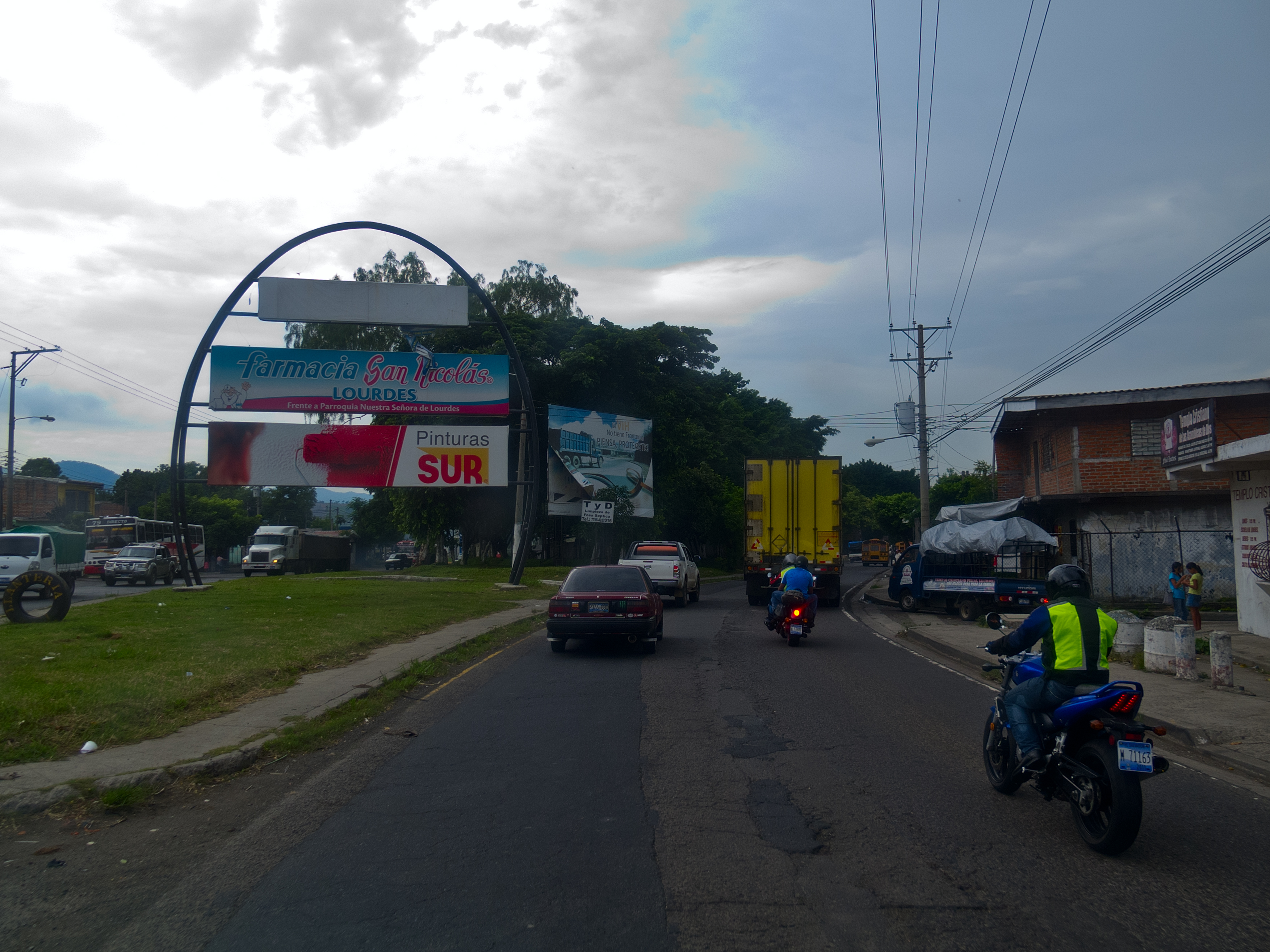

科隆（西班牙語：Colón），是薩爾瓦多的城鎮，位於該國中西部，由拉利伯塔德省負責管轄，面積84.05平方公里，海拔高度570米，2007年人口96,989，人口密度每平方公里1,153.94人。
13°43′N 89°22′W / 13.717°N 89.367°W